# Euxoa birivia
Euxoa birivia là một loài bướm đêm thuộc họ Noctuidae. Nó được tìm thấy ở châu Âu (Pháp, Ý, Đức, Thụy Sĩ, Áo, Ba Lan, Cộng hòa Séc, Slovakia, Hungary, România, Albania, Slovenia, Bosnia và Herzegovina, Bulgaria và Croatia), phía đông đến Ukraina, Kavkaz, Armenia, miền trung Asia, Ili, Issyk-Kul, Thổ Nhĩ Kỳ và Iran.
Sải cánh dài 34–41 mm. Con trưởng thành bay từ giữa tháng 7 to the end of tháng 8. Có một lứa một năm.
Ấu trùng có thể ăn các loài the roots of various grass.